# Schloss Rogau (Rogów Legnicki)

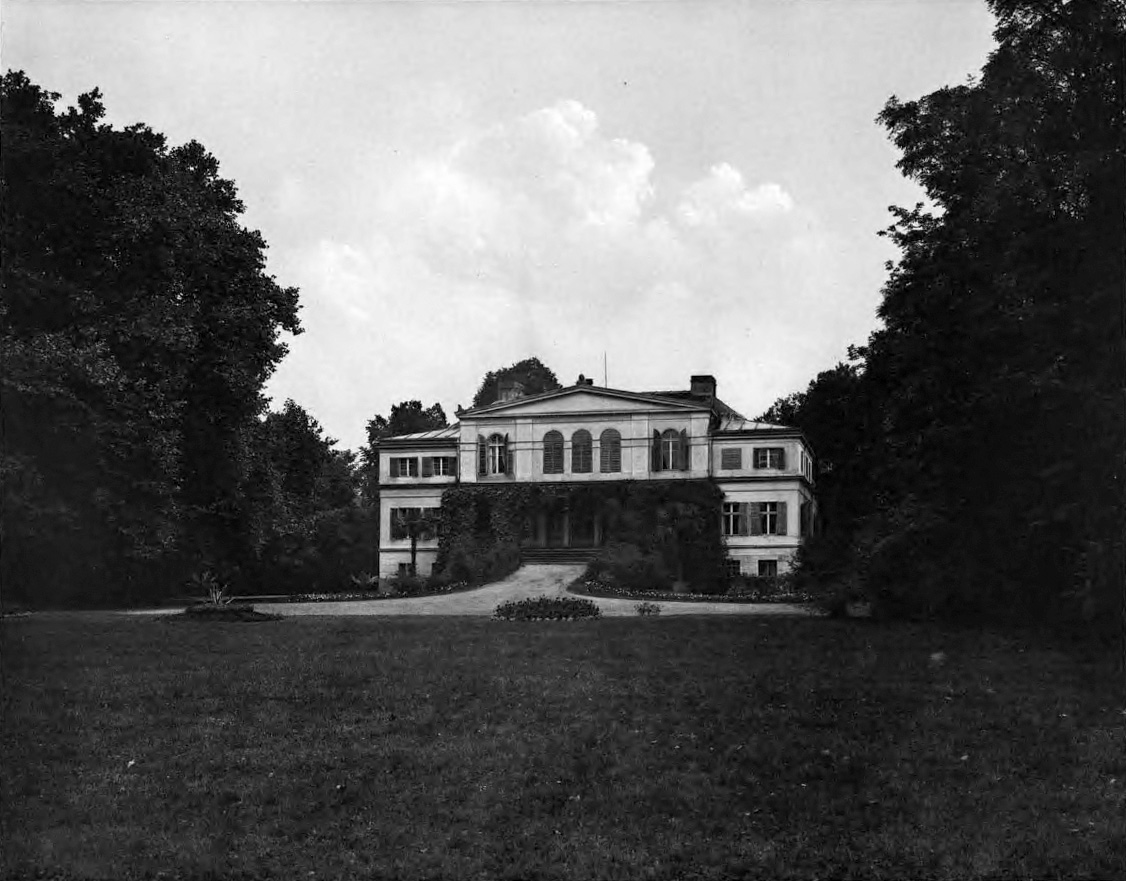
Parkansicht des Herrenhauses um 1910

Schloss Rogau (polnisch Dwór w Rogowie Legnickim bzw. Palac Rogow Legnicki) war ein Herrenhaus in Rogów Legnicki (Rogau bei Leubus; heute in der Gmina Prochowice) im Powiat Legnicki der Woiwodschaft Niederschlesien in Polen. Das Bauwerk wurde 1945 zerstört, die Reste von Park und Gut stehen unter Denkmalschutz.

## Geschichte

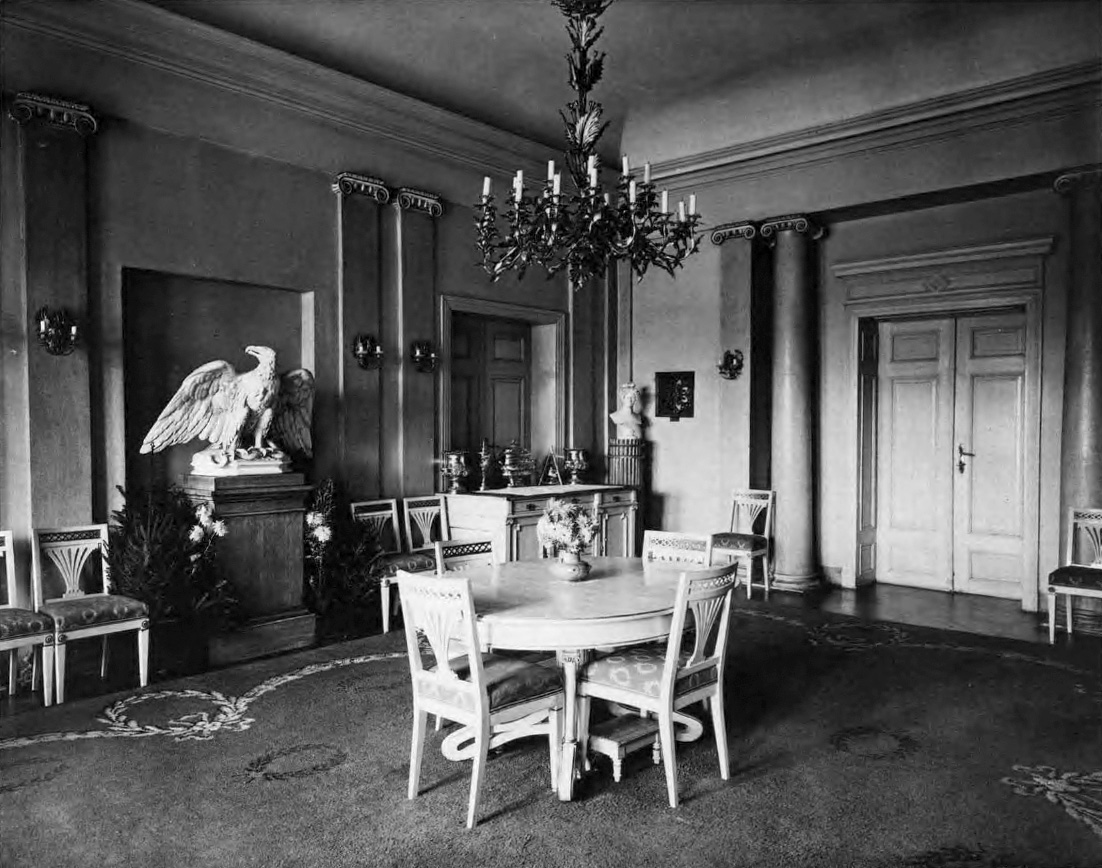
Esszimmer um 1910

Rogau wurde 1252 und 1298 in Urkunden des Bistums Breslau erwähnt.
Der Zehnt stand dem Kloster Leubus zu. Nach der Säkularisierung gingen Ort und Güter 1810 in den Besitz des Staates über. Am 27. Mai 1816 erwarb der preußische Geheime Oberfinanzrat Christian Rother das Gut. In den 1820er Jahren kamen noch weitere Güter hinzu, unter anderem in Koitz (Kawice). Das Herrenhaus wurde Anfang des 19. Jahrhunderts im Stil des Klassizismus nach Plänen von Karl Friedrich Schinkel erbaut. Vorbild waren italienische Villen und Landhäuser. Den umgebenden Park entwarf Peter Joseph Lenné. Im Esszimmer waren Büsten des Bildhauers Christian Daniel Rauch aufgestellt.
Von Rother starb 1848 auf seinem Gut Rogau. Erbe wurde sein Sohn, der Landrat Julius von Rother. Dieser vermachte den Besitz mit 6000 Morgen Land 1874 seinem zweiten Sohn Willy. Das Herrenhaus wurde im Zweiten Weltkrieg zerstört. Reste des Hauses und des Parks mit drei monumentalen Platanen in der Nähe des Herrenhauses stehen unter Denkmalschutz.